# كاري لام
كاري لام (بالصينية: 鄭月娥 鄭月娥؛ من مواليد 13 مايو 1957) سياسية هونغ كونغية وتشغل منصب رئيس هونغ كونغ التنفيذي بعد فوزها في الانتخابات الرئاسية لعام 2017.

## روابط خارجية
- كاري لام على موقع IMDb (الإنجليزية)
- كاري لام على موقع الموسوعة البريطانية (الإنجليزية)
- كاري لام على موقع مونزينجر (الألمانية)
- كاري لام على موقع قاعدة بيانات الفيلم (الإنجليزية)